# Reyare Thomas
Reyare Thomas (née le 23 novembre 1987) est une athlète trinidadienne, spécialiste des épreuves de sprint.

## Palmarès
| Date | Compétition                                      | Lieu         | Résultat | Épreuve   | Temps         |
| ---- | ------------------------------------------------ | ------------ | -------- | --------- | ------------- |
| 2009 | Championnats d'Amérique centrale et des Caraïbes | La Havane    | 3e       | 200 m     | 23 s 61       |
| 2009 | Championnats d'Amérique centrale et des Caraïbes | La Havane    | 3e       | 4 × 100 m | 43 s 75       |
| 2009 | Championnats du monde                            | Berlin       | 7e       | 4 × 100 m | 43 s 43       |
| 2013 | Championnats d'Amérique centrale et des Caraïbes | Morelia      | 2e       | 4 × 100 m | 43 s 67       |
| 2014 | Relais mondiaux de l'IAAF                        | Nassau       | 3e       | 4 × 100 m | 42 s 66       |
| 2015 | Relais mondiaux de l'IAAF                        | Nassau       | 5e       | 4 × 100 m | 42 s 88       |
| 2015 | Championnats NACAC                               | San José     | 3e       | 4 x 100 m | 44 s 24       |
| 2015 | Championnats du monde                            | Pékin        | 3e       | 4 × 100 m | 42 s 03       |
| 2017 | Relais mondiaux de l'IAAF                        | Nassau       | 4e       | 4 × 200 m | 1 min 32 s 63 |
| 2018 | Jeux du Commonwealth                             | Gold Coast   | 7e       | 100 m     | 11 s 43       |
| 2018 | Jeux du Commonwealth                             | Gold Coast   | 4e       | 4 x 100 m | 43 s 50       |
| 2023 | Jeux d'Amérique centrale et des Caraïbes         | San Salvador | 2e       | 4 x 100 m | 43 s 43       |

## Records
| Épreuve | Temps   | Lieu           | Date            |
| ------- | ------- | -------------- | --------------- |
| 100 m   | 11 s 22 | Port-d'Espagne | 27 juin 2015    |
| 200 m   | 22 s 82 | Port-d'Espagne | 11 juillet 2015 |